# Sijihong (köpinghuvudort i Kina, Hunan Sheng, lat 29,11, long 112,57)
Sijihong (kinesiska: 四季红, 四季红镇) är en köpinghuvudort i Kina. Den ligger i provinsen Hunan, i den södra delen av landet, omkring 110 kilometer norr om provinshuvudstaden Changsha. Antalet invånare är 13 690. Befolkningen består av 6 925 kvinnor och 6 765 män. Barn under 15 år utgör 17,0 %, vuxna 15-64 år 70 %, och äldre över 65 år 11,0 %.
Runt Sijihong är det tätbefolkat, med 511 invånare per kvadratkilometer. Närmaste större samhälle är Nandashan, 17,3 km sydost om Sijihong. Trakten runt Sijihong består till största delen av jordbruksmark.
Genomsnittlig årsnederbörd är 1 739 millimeter. Den regnigaste månaden är maj, med i genomsnitt 294 mm nederbörd, och den torraste är december, med 38 mm nederbörd.